# Унитарианская церковь Трансильвании
Унитарианская церковь Трансильвании (венг. Erdélyi Unitárius Egyház, рум. Biserica Unitariană din Transilvania) — одна из протестантских церквей Румынии, абсолютное большинство членов которой относится к венгерскому меньшинству. Церковь Трансильвании является единственной унитарианской деноминацией, сохранившейся в континентальной Европе со времён Реформации.

## История церкви
Унитарианская проповедь стала распространяться в Трансильвании в 1560-е гг., унитарианские группы появились внутри реформатской церкви. Лидером трансильванских унитариев стал Ференц Давид, священник из Коложвара и бывший епископ реформатской церкви. Согласно Тордайскому эдикту, принятому в 1568 году князем Яношем II Запольяи, унитарии получили свободу вероисповедания. В следующем году сам князь стал членом унитарианской церкви. После прихода к власти в 1571 году князя-католика Стефана Батория унитарианская церковь подверглась преследованиям, Ференц Давид был арестован и умер в тюрьме, влияние унитариан пошло на спад. В середине XVII века из Польши в Трансильванию перебрались многие преследуемые социниане. В 1782 году был принят «Summa Universae Theologiae Christianae secundum Unitarios» — документ, излагающий основы вероисповедания Унитарианской церкви и, в общих чертах, соответствующий социнианскому богословию. В XIX веке интерес к трансильванской общине стали проявлять английские и американские унитарии. После 1918 года абсолютное большинство общин оказались в составе Румынии.

## Современное положение
Согласно переписи населения 2002 года, церковь насчитывает 66 846 членов (0,3 % населения Румынии и 4,5 % от численности венгерского меньшинства). Церковь входит в Международный совет унитариан и универсалистов. Несмотря на унитарианскую богословскую систему, в церкви существует епископальная система управления. Большая часть прихожан церкви проживает в жудеце Харгита.